# Mercadotecnia de destinos
La mercadotecnia de destinos (en inglés, destination marketing) es un proceso estratégico que busca promover y posicionar un lugar (ciudad, región, país o área específica) como un destino atractivo para los turistas. Implica la planificación, implementación y gestión de actividades de marketing para destacar los atributos únicos del destino, con el objetivo de atraer visitantes, generar ingresos económicos y fomentar el desarrollo sostenible del turismo.

## Definición de marketing de destinos
Según Steven Pike en su libro "Destination Marketing: An Integrated Marketing Communication Approach", la mercadotecnia de destinos se enfoca en crear una imagen positiva del destino, diferenciarlo de la competencia, atraer a los segmentos de mercado adecuados, fomentar la lealtad y la repetición de visitas.
Más allá de la simple promoción de un lugar, el marketing de destinos trabaja para desarrollar una marca de destaque su propuesta de valor y ventaja competitiva.
Además, la Organización Mundial del Turismo (OMT) define la mercadotecnia de destinos como: "El conjunto de acciones y estrategias diseñadas para promocionar un destino turístico, resaltando sus atractivos naturales, culturales, históricos y de infraestructura, con el fin de incrementar su competitividad en el mercado turístico global."

## Objetivos del marketing de destinos
El objetivo del marketing en turismo puede variar según el tipo de empresa. 
El marketing en turismo busca generar valor para el viajero y para la empresa turística, creando relaciones duraderas y rentables entre ambos. se trata de una disciplina estratégica y multidisciplinaria que requiere un gran conocimiento de técnicas y herramientas que nos ayudarán a la investigación de mercado, al diseño de productos turísticos, gestión de canales de distribución, publicidad, promoción.
1. Enfoque en la creación de una marca (branding): La mercadotecnia de destinos busca desarrollar una identidad única y reconocible para el destino. Esto implica resaltar sus atributos distintivos, como su cultura, historia, paisajes y experiencias únicas. Según Buhalis (2000), el branding es esencial para diferenciar un destino en un mercado turístico altamente competitivo.
2. Colaboración entre sectores público y privado: La promoción de un destino requiere la participación coordinada de gobiernos, empresas turísticas, comunidades locales y otros actores clave. Pike (2008) destaca que la colaboración es fundamental para crear una oferta turística integrada y coherente.
3. Segmentación de mercados: La mercadotecnia de destinos identifica y atrae a segmentos específicos de turistas (por ejemplo, viajeros de aventura, turismo cultural, turismo de negocios). Según Kotler et al. (1993), la segmentación permite diseñar estrategias de marketing más efectivas y personalizadas.
4. Uso de estrategias de marketing integrado: Incluye la combinación de herramientas como publicidad, relaciones públicas, redes sociales, eventos y promociones para llegar a los turistas potenciales. Middleton et al. (2009) enfatizan que un enfoque integrado maximiza el impacto de las campañas de marketing.
5. Sostenibilidad y responsabilidad: La mercadotecnia de destinos modernos debe considerar el impacto ambiental, social y cultural del turismo. La Organización Mundial del Turismo (OMT) promueve el desarrollo sostenible como un pilar clave en la promoción de destinos.
6. Enfoque en la experiencia del turista: No solo se promocionan los atractivos del destino, sino también las experiencias que los visitantes pueden vivir. Pine y Gilmore (1999) argumentan que las experiencias memorables son un factor clave para la fidelización de los turistas.
7. Adaptación a las tendencias tecnológicas: El uso de plataformas digitales, como redes sociales, sitios web y aplicaciones móviles, es esencial para llegar a los turistas modernos. Gretzel et al. (2015) destacan que la tecnología ha transformado la forma en que los destinos se promocionan y se consumen.
8. Medición y evaluación de resultados: La mercadotecnia de destinos requiere un seguimiento constante de las métricas de éxito, como el número de visitantes, el gasto turístico y la satisfacción del cliente.

## Características de marketing turístico
Este tipo de mercado suele tener ciertas características claves para su identificación:
1. Es tangible
2. Es estacional
3. Es heterogéneo
4. Es complejo

## Tipos de marketing turísticos
1. Marketing hotelero: se aplican en los hoteles -o cualquier otro lugar de alojamiento- para atraer a más clientes y aumentar el número de reservas.
2. Marketing de destinos: Se emplea para dar a conocer lugares con atractivo turístico a nivel local, regional o mundial. Un plan de marketing turístico en este rubro debe ser muy visual, emocional y creativo, a fin de atraer a los viajeros y generar un vínculo duradero.
3. Marketing de agencias de viaje: El marketing para agencias de viaje es uno de los que requiere mayor planificación en el ámbito turístico, ya que se centra en promover toda la planificación de un viaje, lo que implica crear paquetes atractivos, promocionarlos en redes sociales y organizar eventos.[2]
4. Marketing de turismo rural: Se diferencia del marketing turístico “estándar” porque promueve experiencias en entornos naturales, al aire libre y exóticos. También se enfoca en actividades diferentes a las tradicionales, como senderismo, turismo ecuestre, agricultura, etc.
5. Marketing gastronómico: La firma KPMG sostiene que un 18% de viajeros deciden visitar un lugar atraídos por la comida. Cada región o país del mundo tiene sus propios platos típicos, por lo que la gastronomía es parte de su oferta turística y requiere de una estrategia específica.

## Estrategias de marketing turístico
1. Estrategia de atracción cuyo principal objetivo es llevar visitas a tu sitio web.
2. Estrategia de conservación basadas en conseguir conversiones.
3. Estrategia de fidelización para retener a ese cliente ya convertido.[3]
4. Branding: El branding es la estrategia que te ayuda a crear una identidad de marca única y atractiva para el destino que resalte sus características distintivas y valores. Esto implica un mensaje claro y coherente en todas las plataformas y materiales de marketing, que conecte emocionalmente con el público objetivo.
5. De contenidos Crear y compartir contenido valioso que inspire y eduque a los potenciales visitantes sobre el destino y las experiencias disponibles. La generación de contenidos abarca desde artículos para blog, videos, podcasts y publicaciones en redes sociales que narren historias del destino, muestren testimonios de visitantes o proporcionen guías de viaje.
6. Redes sociales Las redes sociales son un eje central en toda estrategia de marketing turístico, ya que generan una conexión digital con los usuarios. Plataformas como Facebook, Instagram, TikTok y Pinterest, entre otras te ayudarán a potenciar la imagen de tu marca, comunicar mensajes efectivos y mantener una relación directa con el público.[2]